# Need for Speed III: Hot Pursuit
Need for Speed III: Hot Pursuit (с англ. — «Жажда скорости 3: По горячим следам»; сокр. NFS3HP) — компьютерная игра в жанре аркадных автогонок, изданная компанией Electronic Arts для игровой приставки PlayStation и персональных компьютеров под управлением Windows в 1998 году. Это третья часть серии Need for Speed.
Как и предыдущие части серии, Need for Speed III: Hot Pursuit сосредотачивается на гонках с преследованиями на дорогих автомобилях по живописным трассам. В третьей части впервые появился режим «Погоня», в котором игрок может участвовать как в роли гонщика, так и полицейского. Всего в игре присутствует четыре режима: «Гонка», «Погоня», «Выбывание» и «Турнир». Имеется возможность как одиночной, так и многопользовательской игры.
Разработка Need for Speed III: Hot Pursuit велась студиями EA Canada для PlayStation и EA Seattle для персональных компьютеров. В третьей части серии разработчики значительно улучшили полицейские преследования и возможности настроек. Игра получила высокие оценки от прессы. Рецензенты хвалили Need for Speed III: Hot Pursuit за увлекательный игровой процесс, графику и музыку, к минусам же отнесли однообразие прохождения. В 2002 году вышло продолжение — Need for Speed: Hot Pursuit 2, а в 2010 году был выпущен перезапуск — Need for Speed: Hot Pursuit.

## Игровой процесс

Заезд в режиме «Погоня» на Aston Martin DB7 (версия для Windows). Основной идеей третьей игры серии Need for Speed стали полицейские преследования

Need for Speed III: Hot Pursuit представляет собой аркадную гоночную игру, выполненную в трёхмерной графике. Как и предшественники, игра нелинейна — можно как проходить заезды, открывая новые трассы и автомобили, так и выбирать гонки по желанию.
В игре присутствует четыре режима: «Гонка», «Погоня», «Выбывание» и «Турнир». В первом режиме игрок может сам выбрать и настроить трассу (например, изменить время суток и погоду), выбрать и настроить автомобиль (цвет, характеристики), а также настроить помощь при вождении и количество соперников. Целью является первым завершить последний круг, число которых варьируется от двух до восьми. В режиме «Погоня» доступны те же настройки, что и в предыдущем, кроме помощи при вождении и количества соперников. Игрок должен первым завершить последний круг, и при этом не попасться полиции. Если игрок будет задержан несколько раз (зависит от количества кругов), то будет арестован. Полиция может вызывать заграждения, а также сбрасывать на дорогу шипы, при наезде на которые, автомобиль лишается покрышек, что приводит к потере возможности управлять. В режиме «Выбывание» настройки ограничены, можно выбрать только класс автомобилей и сам автомобиль, а также уровень сложности (новичок или эксперт). После каждой пройденной гонки в этом режиме, последний завершивший гонку участник выбывает. Игроку требуется первым завершить последнюю гонку, и при этом не приехать последним в предыдущих. Режим «Турнир» напоминает предыдущий. Игрок должен последовательно проходить трассы, и после каждой гонки засчитываются очки, в зависимости от занятого места. Побеждает участник, который набрал большее количество очков за все заезды. В этом режиме даются следующие призовые машины: за турнир для новичков — Jaguar XJR-15, за турнир для экспертов — Jaguar XJR-15 и Mercedes-Benz CLK GTR. В Need for Speed III: Hot Pursuit также присутствует многопользовательский режим для двух игроков с технологией разделённого экрана, в которых представлены аналогичные режимы с незначительными отличиями.
В версии для персональных компьютеров есть возможность игры за полицию в режиме «Погоня». При игре за полицию, игрок должен задержать шестерых гонщиков. Когда игрок догонит машину нарушителя, он должен включить сирену, после чего начинается погоня, которая схематически показана на карте. Также в этой версии доступно несколько вариантов игры по сети Интернет.

## Разработка и выход игры
Работа на третьей частью серии Need for Speed началась в 1997 году после выхода Need for Speed II. В связи со сдержанными отзывами и невысокими продажами второй игры серии, разработчики решили пересмотреть концепцию: в Need for Speed III: Hot Pursuit вновь появились полицейские погони, присутствовавшие в первой части серии, но отсутствовавшие в Need for Speed II, а интеллект полиции был значительно улучшен. Управление автомобилями приобрело несколько иной стиль: оно стало менее аркадным, чем в предыдущей части, но в то же время не воссоздано так же реалистично, как в первой. Трассы стали менее футуристическими. Тем не менее, в Need for Speed III: Hot Pursuit сохранились все игровые режимы предыдущей части, но также добавлен новый — «Погоня», в котором игрок может быть в роли гонщика или, впервые в серии, полицейского.
Разработчики игры были поделены на две команды: EA Canada разрабатывала проект для игровой консоли PlayStation, в то время как EA Seattle для персональных компьютеров под управлением Windows. Между версиями присутствовали некоторые различия в игровом и техническом плане: отличается набор автомобилей, графическая часть, а также отсутствует возможность играть за полицию в версии для PlayStation. Кроме того, в версии для ПК используется абсолютно новый движок, в то время как версия для PlayStation использует модифицированный движок из Need for Speed II.
Как и в предыдущих играх серии, в Need for Speed III: Hot Pursuit присутствуют как нелицензированные, так и лицензированные автомобили от известных мировых производителей: Ferrari, Italdesign, Jaguar, Mercedes-Benz и других. Некоторые из них становятся доступными после победы в определённых гонках и с помощью чит-кодов. О большинстве автомобилей в игре можно просмотреть детальную информацию в виде технических характеристик, исторических сведений, особенностей модели, а также присутствует возможность просмотреть панорамный снимок салона и слайды с изображениями машин. В Need for Speed III: Hot Pursuit было убрано оцифрованное внутриигровое видео с автомобилями. Присутствуют также настройки автомобилей, например детальная покраска кузова с 65 тысяч цветов, аэродинамика, передаточное число и тому подобное. Примечательно, что в режиме «Погоня» невозможно использовать автомобили Ferrari и Mercedes. По словам разработчиков, это связано с проблемами получения лицензий на эти автомобили.
Выход Need for Speed III: Hot Pursuit состоялся весной 1998 года в США и Европе для PlayStation. В Японии игра вышла 23 сентября того же года, где имела название Over Drivin’ III: Hot Purusit, по аналогии с предыдущими частями серии. На персональные компьютеры игра вышла 12 октября. Австралийская версия для ПК также включает в себя два эксклюзивных автомобиля — Ford GT Falcon и Holden HSV GTS. Позже для ПК-версии компания Electronic Arts выпустила бесплатное обновление, которое можно скачать с официального сайта. Оно включает в себя четыре новых автомобиля: Jaguar XKR, Lister Storm, Spectre R42 и Ferrari 456M GT. Позднее Need for Speed III: Hot Pursuit планировалось разработать для PlayStation 2, но выпуск для этой приставки был отменён.

## Музыка
Музыкальное сопровождение к Need for Speed III: Hot Pursuit было создано композиторами, работавшими над музыкой к предыдущим частям серии: Ром ди Приско, Саки Каскас, Мэтт Рэган, Криспин Хэндс и Алистер Хёрст. Композиции выполнены в жанрах техно и рок. Для каждой из трасс создано две музыкальных темы, в каждом из этих жанров. Музыка в игре является интерактивной, и её звучание в гонке меняется, в зависимости от ситуации на дороге, скорости автомобиля и участка трассы, как и в предыдущей части серии, однако статичные версии композиций здесь отсутствуют и вышли только на официальном альбоме (см. ниже). Они лишь представлены в игре на базе файлов с интерактивной музыкой, однако в существенно сокращенном варианте (например, Hydrus 606), а местами фрагменты играют в неупорядоченном виде (например, Little Sweaty Sow). Это в частности заметно для музыки в гонках. У игрока есть также возможность прослушать композиции в меню и настроить воспроизведение той или иной темы трассы.
Список музыки в игре выглядит следующим образом
| №   | Название                    | Музыка           | Длительность |
| --- | --------------------------- | ---------------- | ------------ |
| 1.  | «Little Sweaty Sow»         | Saki Kaskas      | 8:32         |
| 2.  | «Hydrus 606»                | Romolo Di Prisco | 1:24         |
| 3.  | «Snorkeling Cactus Weasels» | Matt Ragan       | 5:46         |
| 4.  | «Cetus 808»                 | Romolo Di Prisco | 1:13         |
| 5.  | «Rear Flutterblast #19»     | Matt Ragan       | 5:07         |
| 6.  | «Aquilla 303»               | Romolo Di Prisco | 1:51         |
| 7.  | «Snow Bags»                 | Matt Ragan       | 7:25         |
| 8.  | «Knossos»                   | Saki Kaskas      | 7:22         |
| 9.  | «Flimsy»                    | Saki Kaskas      | 8:32         |
| 10. | «Warped»                    | Alistair Hirst   | 6:12         |

| №   | Название    | Музыка           | Длительность |
| --- | ----------- | ---------------- | ------------ |
| 11. | «Whacked»   | Alistair Hirst   | 1:13         |
| 12. | «Romulus 3» | Romolo Di Prisco | 3:20         |
| 13. | «Minotaur»  | Romolo Di Prisco | 0:42         |
| 14. | «Pi»        | Romolo Di Prisco | 1:00         |
| 15. | «Triton»    | Romolo Di Prisco | 0:55         |
| 16. | «Monster»   | Crispin Hands    | 2.48         |
| 17. | «Whipped»   | Alistair Hirst   | 1:05         |

Официальный альбом

9 апреля 1998 года, вскоре после выхода игры, был выпущен музыкальный альбом Need for Speed III: Hot Pursuit — The Album, включающий в себя 14 композиций из игры. Некоторые треки из Need for Speed III: Hot Pursuit в 2007 году вошли в альбом The Music of EA Games Box Set. В сентябре 2009 года был представлен коммерческий промо-альбом с музыкой игры. Также музыка из Need for Speed III: Hot Pursuit добавлена в обновление «Legends» для игры Need for Speed 2015 года.
Музыка игры была положительно оценена критиками. Рецензент Райан Мак Дональд из GameSpot назвал композиции довольно хорошими, отметив возможность по предпочтению выбрать техно или рок. Обозреватель из сайта IGN тоже отозвался о музыке с одобрением. На российском сайте Absolute Games о музыке оставили позитивное мнение: «Дополнительно хотелось бы отметить качество музыки — она осталась такой же быстрой и заводной, каковой была в предыдущих частях. Вы не разочаруетесь».
| №                   | Название                    | Длительность |
| ------------------- | --------------------------- | ------------ |
| 1.                  | «Need For Speed III Title»  | 1:11         |
| 2.                  | «aquila 303»                | 6:25         |
| 3.                  | «Flimsy»                    | 8:01         |
| 4.                  | «Snorkeling Cactus Weasels» | 6:06         |
| 5.                  | «hydrus 606»                | 3:44         |
| 6.                  | «Knossos»                   | 6:43         |
| 7.                  | «Monster»                   | 2:52         |
| 8.                  | «sirius 909»                | 2:48         |
| 9.                  | «Snow Bags»                 | 6:26         |
| 10.                 | «Warped»                    | 5:24         |
| 11.                 | «Little Sweaty Sow»         | 8:06         |
| 12.                 | «Whacked»                   | 2:25         |
| 13.                 | «Rear Flutterblast #19»     | 5:14         |
| 14.                 | «cetus 808»                 | 6:17         |
| Общая длительность: | Общая длительность:         | 71:42        |

## Оценки и мнения
| Сводный рейтинг       | Сводный рейтинг | Сводный рейтинг |
| Издание               | Оценка          | Оценка          |
| Издание               | PC              | PS              |
| --------------------- | --------------- | --------------- |
| GameRankings          | 84,82 %         | 85,63 %         |
| Metacritic            |                 | 88/100          |
| MobyRank              | 87/100          | 85/100          |
| Иноязычные издания    |                 |                 |
| Издание               | Оценка          | Оценка          |
| Издание               | PC              | PS              |
| AllGame               | [ 13 ]          | [ 14 ]          |
| CVG                   | 7/10            |                 |
| Edge                  |                 | 7/10            |
| EGM                   |                 | 8,1/10          |
| GamePro               |                 | [ 18 ]          |
| GameRevolution        | A               | A-              |
| GameSpot              | 8,9/10          | 8,3/10          |
| IGN                   | 7,3/10          | 8/10            |
| OPM                   |                 | 4/5             |
| PC Gamer (UK)         | 81/100          |                 |
| Русскоязычные издания |                 |                 |
| Издание               | Оценка          | Оценка          |
| Издание               | PC              | PS              |
| Absolute Games        | 90 %            |                 |

Need for Speed III: Hot Pursuit получила крайне положительные отзывы от журналистов. На сайте Metacritic версия для PlayStation имеет среднюю оценку 88/100, а на GameRankings — 85,63 % для PlayStation и 84,82 % для ПК. В апреле 1999 года в № 177 журнала Computer Gaming World Need for Speed III: Hot Pursuit была названа лучшей гоночной игрой года. AllGame дал версиям для PlayStation и ПК четыре с половиной звезды из пяти, а Шон Сакенхайм сказал о первой: «Учитывая все обстоятельства, Need for Speed 3 — это взрыв! в режимах погони по горячим следам и двух игроков вы будете мчаться по ночам неделями подряд»; а Джонатан Сутяк назвал последний «отличной игрой из-за возможности играть за полицейского и участвовать в многопользовательских играх. Уберите эти два режима, и вы получите базовую гоночную игру с отличной графикой», оставаясь забавным названием, которое, несомненно, приобретет поклонников благодаря опыту большинства любителей гонок".
В свое время игра была известна своим интенсивным действием и красивой графикой. Edge похвалил дизайн игровых трасс и сложные полицейские погони, но раскритиковал невесомость некоторых автомобилей за «неспособность убедить игрока в какой-либо реалистичной динамике на работе».
Игра достигла 10-го места в британских чартах. Только в 1999 году в США было продано 276 000 копий версии для ПК по средней цене 25 долларов. В феврале 1999 года та же версия для ПК получила «Золотую» награду за продажи от Verband der Unterhaltungssoftware Deutschland (VUD), что означает, что было продано не менее 100 000 единиц в Германии, Австрии и Швейцарии.
Эта же версия для ПК стала финалистом премии Computer Games Strategy Plus «Гоночная игра года» 1998 года, которая в конечном итоге досталась Motocross Madness. Персонал сказал, что игра предлагает «великолепный внешний вид и отличные гоночные действия». PC Gamer US также назвал игру лучшей гоночной игрой 1998 года, хотя она снова проиграла Motocross Madness. Они написали: «Что касается чисто аркадного ажиотажа, трудно превзойти захватывающую Need for Speed III от Electronic Arts». награду «Лучшее вождение» на церемонии вручения наград Computer Gaming World’s Premier Awards 1999 и награду «Игра года вождения» на церемонии вручения наград GameSpot Best & Worst of 1998 Awards. Он также был номинирован на лучшую многопользовательскую игру и лучшую гоночную игру на церемонии вручения наград CNET Gamecenter Awards 1998 года, на «Консоль: гоночная игра года» на второй премии AIAS Interactive Achievement Awards, на награду «Лучшая гоночная игра» на церемонии OPM Editors 1998 года, а также за награду «Лучшая гоночная игра года» на церемонии вручения наград IGN Best of 1998 Awards, все из которых достались StarCraft, Grand Prix Legends, Gran Turismo и Powerslide соответственно.
Аркаде сопутствовал коммерческий успех, а именно игра была продана в количестве превышающим 2 миллиона копий.

### Влияние
Need for Speed III: Hot Pursuit породил ряд продолжений. В 1999 году вышла следующая часть серии — Need for Speed: High Stakes, в котором использованы все особенности и режимы предшественника, но также добавлены несколько нововведений, таких как режим карьеры и тюнинг автомобилей. В 2002 году был выпущен сиквел — Need for Speed: Hot Pursuit 2, в котором подверглись улучшениям полицейские погони. В 2010 году вышел ремейк игры — Need for Speed: Hot Pursuit, в котором погоням и сетевой игре стало уделено больше внимания.
Множество особенностей Need for Speed III: Hot Pursuit было использовано в последующих частях серии, такие как полицейские преследования и возможность играть за полицию.